# Clubiona nemorum
Clubiona nemorum là một loài nhện trong họ Clubionidae.
Loài này thuộc chi Clubiona. Clubiona nemorum được miêu tả năm 2004 bởi Ledoux.